# 薄片满月蛤
薄片满月蛤（学名：Gonimyrtea soyoae），是帘蛤目满月蛤科白球蛤亞科Gonimyrtea屬的一种。

## 分佈
主要分布于韩国、台湾，常栖息在浅海沙底。